# Estadio Eladio Rosabal Cordero
Het Estadio Eladio Rosabal Cordero is een multifunctioneel stadion in Heredia, een stad in Costa Rica. Het stadion wordt vooral gebruikt voor voetbalwedstrijden, de voetbalclub Club Sport Herediano maakt gebruik van dit stadion. In het stadion is plaats voor 7.321 toeschouwers. Het stadion werd geopend in 1951. Het stadion is vernoemd naar Eladio Rosabal Cordero (1894–1965), een Costa Ricaans voetballer en stichter van de voetbalclub CS Herediano.